# کلیسای ایرلند
کلیسای ایرلند (ایرلندی: Eaglais na hÉireann) کلیسای عشای آنگلیکان در کشور ایرلند شمالی است که شامل ۲ استان و یازده اسقف‌نشین است.